# Eagle Force
Eagle Force è una serie di action figures prodotta dalla ditta statunitense Mego Corporation nel 1981 e importata in Italia poco tempo dopo, nel 1982 circa, dalla GiG. Uscì dal commercio verso il 1984-85.

## Storia
La serie Eagle Force è composta da una serie di action figures in metallo della grandezza di 10 cm circa, snodate, con armi in plastica, raffiguranti due contrapposti schieramenti paramilitari: le Aquile (Eagle Force nella versione originale) e i Pugnali (RIOT negli Stati Uniti).
Il contesto narrativo di base vedeva questi ultimi come una banda di pericolosi sovversivi armati, intenzionati a destabilizzare l'ordine mondiale con atti terroristici. A loro si opponevano le Aquile, task force presumibilmente statunitense ma formata da personaggi di varie etnie. Su ogni confezione era riportato un breve fumetto che mostrava le caratteristiche del personaggio. Per entrambi gli schieramenti erano disponibili mezzi e attrezzature per lo più uguali ma di diverso colore.
I personaggi di Goldie Hawk e Nemesis negli Stati Uniti combattono al fianco del generale Mamba indossando abiti diversi (completo rosso la donna, color sabbia l'uomo).
Anche in Italia fu poi commercializzata una versione «Pugnali» di Goldie, definita «la Rapitrice».
La Mego aveva stilato piani per la successiva espansione della linea di personaggi sia per le Aquile che per i Pugnali. I nuovi figurini comprendevano: un soldato acrobata, un gangster, un gurkha, un para', un gadgeteer, una donna rana, un acrobata, un surfer, un sergente istruttore, un operatore K9 con la sua controparte a 4 zampe, e un redneck/sudista per le Aquile; e un veterano della Luftwaffe, un lottatore russo, una biker "butch", un dinamitardo, un pirata e un signore della Guerra mongolo per i "cattivi".

## I personaggi
Le opposte fazioni sono così suddivise:
Le Aquile (tutti in tuta dorata):
- Capitan Eagle (il capo del gruppo, esperto in falconeria)
- Turk (un enorme e muscoloso mediorientale)
- Kayo (un giapponese esperto in arti marziali)
- Wild Bill (un incredibile pistolero del XX secolo)
- Redwing (un nativo americano fornito di arco)
- Big B.R.O. (un medico militare reduce del Vietnam)
- Il Gatto (un esperto in fughe ed evasioni)
- Harley (un esperto meccanico)
- Stryker (un tiratore scelto)
- Goldie Hawk (una forzuta culturista)
- Sergente Brown (un artificiere)
- Zapper (un hippy esperto in elettronica)
- Nemesis (un arabo)

I Pugnali:
- Generale Mamba (il leader, alter ego negativo di Capitan Eagle, in abito verde)
- Savitar (una specie di ninja, nerovestito)
- Baron Von Chill (vestito e armato come un guerriero medioevale, in abito rosso)
- Beta Man (un soldato armato di lanciafiamme, in abito rosso)
- Schock Trooper (così chiamati i soldati semplici, tutti uguali, in abito argentato)